# Constantino Garcés
Constantino Garcés y Vera (? – 9. září 1922) byl španělský novinář, spisovatel a fotograf.

## Životopis

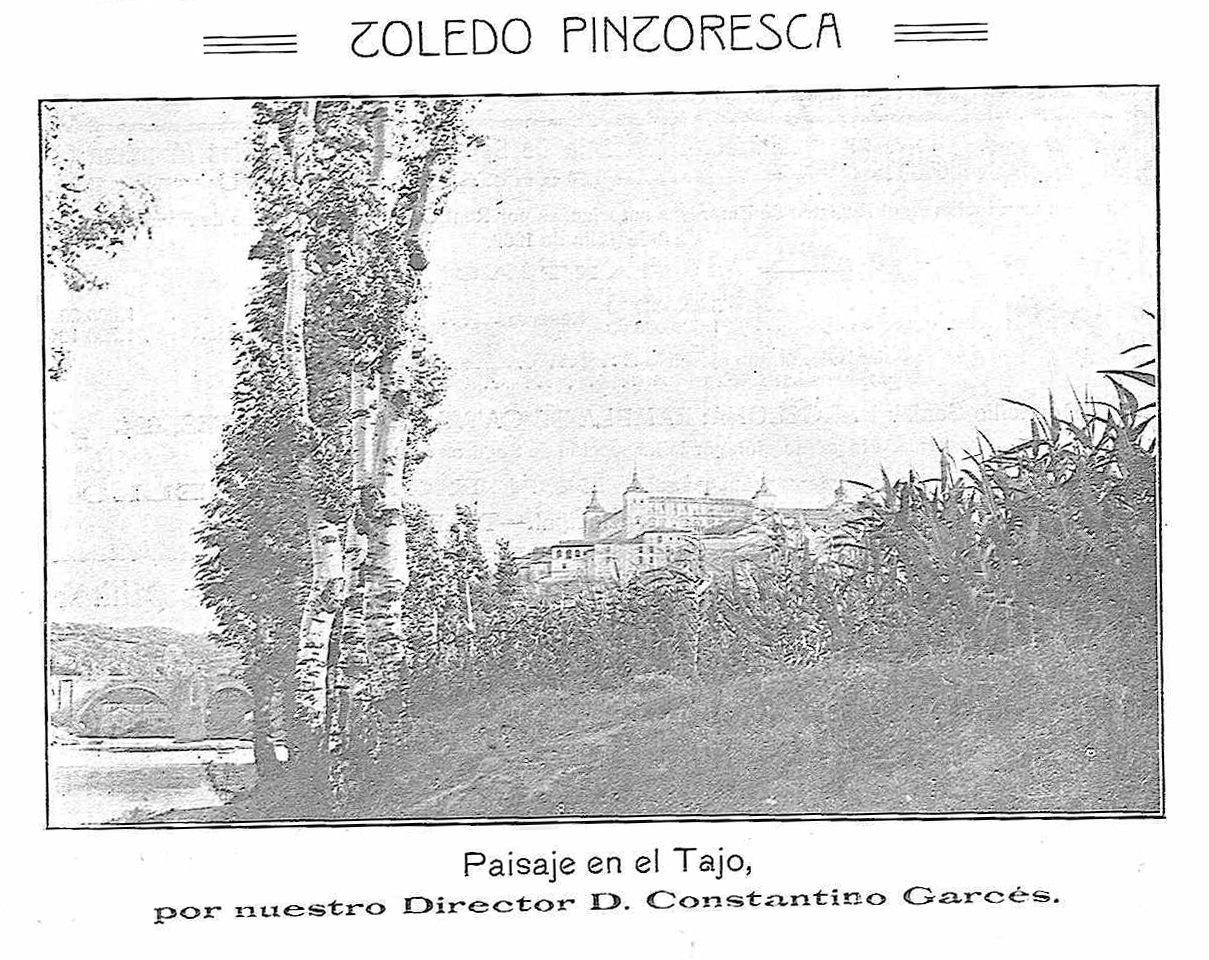
Krajina v Tejo

Narodil se ve druhé polovině 19. století a stal se ředitelem toledského časopisu La Campana Gorda. Byl velitelem hasičů v Toledu a autorem prací o tomto městě, jako jsou například ilustrované průvodce Álbum guía de Toledo a Guía ilustrada de Toledo. Garcés, který se také věnoval fotografii, v této oblasti spolupracoval s časopisem Toledo, který založil Santiago Camarasa v roce 1915.
Zemřel 6. září 1922.